# Listă de compozitoare

## A
- Els Aarne (1917–1995)
- Keiko Abe (n.. 1937)
- Rosalina Abejo (1922–1992)
- Rosalie Adams (n. 1927)
- Liana Alexandra (1947-2011)
- Firəngiz Əlizadə (n. 1947)
- Maria de Alvear (n. 1960)
- Amalia de Sachsen (1794–1870)
- Anna Amalie de Sachsen-Weimar-Eisenach (1739–1807)
- Laurie Anderson (n. 1947)
- Elfrida Andrée (1841–1929)
- Irinel Anghel (n. 1969)
- Caroline Ansink (n. 1959)
- Violet Archer (1913–2000)
- Claude Arrieu (1903–1990)
- Lera Auerbach (n. 1973)
- Ana-Maria Avram (n. 1961)

## B
- Grażyna Bacewicz (1913–1969)
- Maria Bach (1896–1978)
- Agathe Backer-Grøndahl (1847–1907)
- Lotte Backes (1907–1990)
- Tekla Bądarzewska (1834–1861)
- Elsa Barraine (1910–1999)
- Carmen Petra Basacopol (n. 1926)
- Carola Bauckholt (n. 1959)
- Amy Beach (1867–1944)
- Sally Beamish (n. 1956)
- Hanna Beekhuis (1889–1980)
- Anđelka Bego-Šimunić (n. 1941)
- Antonia Bembo (1643–1715)
- Birke Bertelsmeier (n. 1981)
- Hildegard von Bingen (1098–1179)
- Renate Birnstein (n. 1946)
- Sylvie Bodorová (n. 1954)
- Mel Bonis (1858–1937)
- Henriëtte Bosmans (1895–1952)
- Lili Boulanger (1893–1918)
- Nadia Boulanger (1887–1979)
- Joanna Bruzdowicz (n. 1943)
- Filipina Brzezińska (1800–1886)
- Erika Budai (n. 1966)

## C
- Francesca Caccini (1581–1640)
- Teresa Carreño (1853–1917)
- Carmen Maria Cârneci (n. 1957)
- Cécile Chaminade (1854–1944)
- Zunduin Changal (n. 1948)
- Unsuk Chin (n. 1961)
- Maia Ciobanu (n. 1952)
- Rebecca Clarke (1886–1979)
- Gloria Coates (n. 1938)
- Dora Cojocaru (n. 1963)
- Ruth Crawford Seeger (1901–1953)

## D
- Maria de Alvear (n. 1960)
- Diana Demi
- Mary Dickenson-Auner (n. 1880–1965)
- Violeta Dinescu (n. 1953)
- Emma Lou Diemer (n. 1927)
- Johanna Doderer (n. 1969)

## E
- Sophie-Carmen Eckhardt-Gramatté (1899–1974)
- Susanne Erding (n. 1955)
- Siegrid Ernst (n. 1929)
- Karólína Eiríksdóttir (n. 1951)

## F
- Louise Farrenc (1804–1875)
- Jacqueline Fontyn (n. 1930)
- Erica Fox (n. 1936)
- Ilse Fromm-Michaels (1888–1986

## G
- Sophie Gail (n. 1775–1819)
- Sofia Gubaidulina (n. 1931)
- Ida Gotkovsky (n. 1933)

## H
- Ulrike Haage
- Dorothée Hahne (n. 1966)
- Barbara Heller (n. 1936)
- Moya Henderson (n. 1941)
- Fanny Hensel născută Mendelssohn (1805–1847)
- Adriana Hölszky (n. 1953)
- Augusta Holmès (1847–1903)
- Eleanor Hovda (n. 1940)

## I
- Anna Ikramova (n. 1966)

## J
- Elisabeth Claude Jacquet de la Guerre (1664–1729)
- Eunshin Jung  (n. 1976)

## K
- Vítezslava Kaprálová (1915–1940)
- Frida Kern (1891–1988)
- Erika Kickton (1896–1967)
- Johanna Kinkel (1810–1858)
- Juliane Klein (n. 1966)
- Meri von KleinSmid (n. 1974)
- Babette Koblenz (n. 1956)
- Mathilde Kralik von Meyrswalden (1857–1944)
- Astrid Kruisselbrink (n.1972)
- Felicitas Kukuck (1914–2001)
- Elisabeth Johanna L. Kuyper (1877–1953)

## L
- Josephine Caroline Lang (1815–1880)
- Luise Adolpha Le Beau (1850–1927)
- Franziska Lebrun (1756–1791)
- Isabella Leonarda (1620–1704)
- Marina Leonardi (n. 1970)
- Sara Lewina (1906–1976)

## M
- Anne McGinty  (n. 1945)
- Alma Mahler-Werfel (1879–1964)
- Elizabeth Maconchy (1907–1994)
- Nina Makarowa (1908–1976)
- Marcelle de Manziarly (1899–1989)
- Myriam Marbé (1931–1997)
- Tera de Marez Oyens (1932–1996)
- Giovanna Marini (n. 1937)
- Marianna Martines (1744–1812)
- Emilie Mayer (1812–1883)
- Elena Mogilevskaya (n. 1960)
- Meredith Monk (n. 1942)
- Johanna Müller-Hermann (1868–1941)
- Isabel Mundry (n. 1963)

## N
- Olga Neuwirth (n. 1968)

## O
- Karola Obermüller (n. 1977)

## P
- Maria Theresia von Paradis (1759–1824)
- Younghi Pagh-Paan (1945)
- Sibylle Pomorin (n. 1956)
- Rachel Portman (n. 1960)

## R
- Shulamit Ran (n. 1947)
- Amanda Röntgen-Maier (1853–1894)
- Camilla de Rossi (d. cca 1710)
- Diana Rotaru (n. 1981)
- Doina Rotaru (n. 1951)
- Susanne Riemer (n. 1972)
- Magaly Ruiz (n. 1941)

## S
- Kaija Saariaho (n. 1952)
- Olga Samaroff-Stokowski (1882–1948)
- Alice Samter  (1908–2004)
- Elsa Olivieri Sangiacomo (1895–1996)
- Magdalene Schauß-Flake (1921)
- Dodo Schielein (n. 1968)
- Iris ter Schiphorst (n. 1956)
- Annette Schlünz (n. 1964)
- Mia Schmidt (n. 1952)
- Ruth Schönthal (n. 1924)
- Clara Schumann (1819–1896)
- Johanna Senfter (1879–1961)
- Ethel Smyth (1858–1944)
- Mihaela Stanculescu-Vosganian (n. 1961)
- Barbara Strozzi (1619–1677)
- Edeltraud Studer (n. 1948)
- Kay Swift (1897–1993)

## T
- Germaine Tailleferre (1892–1983)
- Alice Tegnér (1864–1943)
- Stefania Turkewich-Lukianovych (1898-1977)

## U
- Galina Ustwolskaja (1919–2006)
- Ludmila Ulehla (n. 1923)
- Cristina Uruc (n. 1987)

## V
- Mieke Vanhaute (n. 1948)
- Alice Verne-Bredt (1868–1958)
- Pauline Viardot-Garcia (1821–1910)

## W
- Hedda Wagner (1876–1950)
- Julie von Webenau (1813–1887)
- Vilma von Webenau (1875–1953)
- Judith Weir (n. 1954)
- Gillian Whitehead (n. 1941)
- Barbara Woof (n. 1958)
- Sinta Wullur
- Mary Wurm (1860–1938)

## Y
- Yasuko Yamaguchi (n. 1969)

## Z
- Ruth Zechlin (n. 1926)
- Grete von Zieritz (1899–2001)
- Margrit Zimmermann (n. 1927)
- Emilie Zumsteeg (1796–1857)
- Ellen Taaffe Zwilich (n. 1939)